# Parafia Matki Bożej Nieustającej Pomocy w Czarnej
Parafia Matki Bożej Nieustającej Pomocy w Czarnej – parafia rzymskokatolicka w Czarnej, w diecezji tarnowskiej. Mieści się przy ulicy Spółdzielczej.
Wieś Czarna przed powstaniem parafii należała do parafii św. Stanisława w Zasowie.
Z powodu dużej odległości, braku świadomości religijnej mieszkańcy wsi uczęszczali to kościoła tylko w ważniejsze święta. Nawet w XX wieku „tylko znikoma część ludności uczęszczała do kościoła...” Teren pod budowę świątyni został kupiony od żydowskiej rodziny Wahtlów w 1903 za 4600 koron.  Inicjatorem budowy był inżynier Trzciński. W 1904 roku J.E. ks. bp Leon Wałęga biskup tarnowski utworzył niezależną od parafii Zasów ekspozyturę. W 1908 Wojciech Gallus z Chotowej wykonał trzy ołtarze neogotyckie, w latach 1910–1917 kazalnice i prospekt organowy. W 1924 r. kościół został pomalowany. 21 września 1925 bp Leon Wałęga powołał parafię. W latach 1975–1979 został przeprowadzony gruntowny remont i rozbudowa. Zburzono przybudówki, dobudowano sale katechetyczne, zbudowano nowy chór, wykonano nową posadzkę oraz kasetony sufitowe. 19 sierpnia 1979 miała miejsce konsekracja kościoła.
Pierwszym duszpasterzem został ks. Jan Słowik (1901–1904), po nim obowiązki przejął ks. Jan Mika (1907–1914). W latach 1914–1945 wikariuszem eksponowanym w Czarnej był ks. Michał Grotowski, a po utworzeniu parafii został jej pierwszym proboszczem. Drugim proboszczem został ks. Stanisław Nowakowski w latach 1945–1969. Kolejnym proboszczem został mianowany przez J.E. ks. bp Jerzego Ablewicza, ks. Jan Zieliński (1969–1974). 25 stycznia 1974 na urząd proboszcza został powołany ks. Stanisław Biernat (1934–2020). Ks. Biernat pełnił funkcje Dziekana Dekanatu Dębica Zachód.
21 sierpnia 2004 roku na urząd proboszcza został mianowany ks. Stanisław Janusz przez J.E. ks. bp Wiktora Skworca. 25 grudnia został mianowany kanonikiem honorowym kapituły św. Mateusza w Mielcu. Od 2022 funkcję proboszcza pełni ks. dr Marcin Krępa.
Do parafii należą wierni z miejscowości: Czarna, Jaźwiny, Golemki i Stary Jawornik. W Jaźwinach jest kaplica dojazdowa pw. św. Maksymiliana Marii Kolbe OFM Conv., prezbitera i męczennika.